# Скотсон, Майлз
Майлз Скотсон (англ. Miles Scotson, род. 18 января 1994 в Аделаидe, Австралия) — австралийский профессиональный трековый и шоссейный велогонщик, выступающий c 2019 года за команду мирового тура «Groupama-FDJ». Чемпион мира на треке в командной гонке преследования (2016). Чемпион Австралии по шоссейному велоспорту в индивидуальной гонке (2017). Старший брат австралийского профессионального велогонщика Каллума Скотсона.

## Достижения

### Трек
2012
Чемпионат мира (юниоры)
1-й  Командная гонка преследования
2014
Чемпионат мира
1-й  Командная гонка преследования
Кубок мира
1-й  Командная гонка преследования
2015
Чемпионат мира
1-й  Командная гонка преследования
2016
Чемпионат мира
1-й  Командная гонка преследования

### Шоссе
2015
Чемпионат Австралии
1-й  Групповая гонка U23
1-й  Индивидуальная гонка U23
2016
Тур Олимпии
этап 3a (ИГ)
Чемпионат Австралии
2-й  Индивидуальная гонка U23
3-й  Групповая гонка U23
Чемпионат мира
3-й  Индивидуальная гонка U23
4-й Кроно Шампенойс
5-й Дуо Норман (вместе с Каллумом Скотсоном)
2017
Чемпионат Австралии
1-й  Групповая гонка
6-й Индивидуальная гонка
Чемпионат мира
2-й  Командная гонка